# Segelfluggelände Auf der Schaufel

i7
i11
i13
Das Segelfluggelände Auf der Schaufel liegt in der Stadt Bad Wildungen im Landkreis Waldeck-Frankenberg in Hessen, etwa 3 km südöstlich des Zentrums von Bad Wildungen.

## Flugbetrieb
Das Segelfluggelände ist mit einer 940 m langen und 30 m breiten Start- und Landebahn aus Gras (Richtung 01/19) ausgestattet. Es besitzt eine Betriebszulassung für Segelflugzeuge, Motorsegler, Flugzeuge, soweit sie bestimmungsgemäß zum Schleppen von Segelflugzeugen eingesetzt werden, und Luftsportgeräte ohne Personenfallschirme. Als Startarten sind Eigenstart, Flugzeugschleppstart und Windenstart zugelassen. Der Halter und Betreiber des Segelfluggeländes ist die Flugsportvereinigung Bad Wildungen e. V.

## Zwischenfälle
Am 18. Mai 2023 startete ein Segelflugzeug vom Typ Standard Cirrus per Windenstart. In geringer Höhe kam es zu einem Seilriss. Bei dem Versuch des Piloten, eine verkürzte Platzrunde zu fliegen, geriet das Segelflugzeug in eine unkontrollierte Fluglage und prallte auf den Boden. Der 59-jährige wurde tödlich verletzt.